# Rębice
Rębice [rɛmˈbit͡sɛ] (tiếng Đức: Birkhain) là một khu định cư ở khu hành chính của Gmina Rymań, thuộc hạt Kołobrzeg, West Pomeranian Voivodeship, ở phía tây bắc Ba Lan. Nó nằm khoảng 5 kilômét (3 mi)   phía tây bắc Rymań, 22 km (14 mi) về phía nam của Kołobrzeg và 87 km (54 mi) về phía đông bắc của thủ đô khu vực Szczecin.